# Videogiochi nel 2006

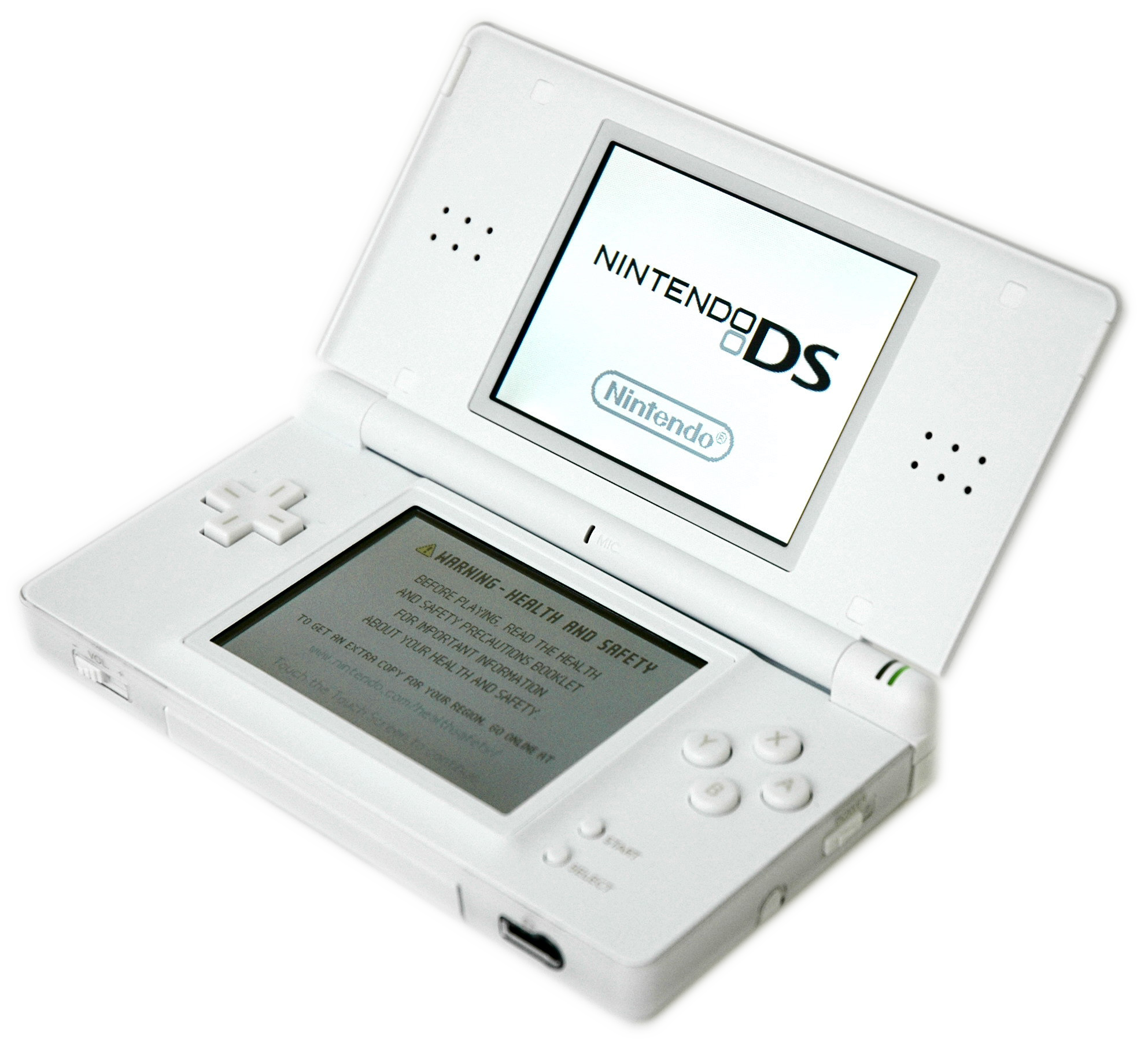
Nintendo DS lite

PlayStation 3

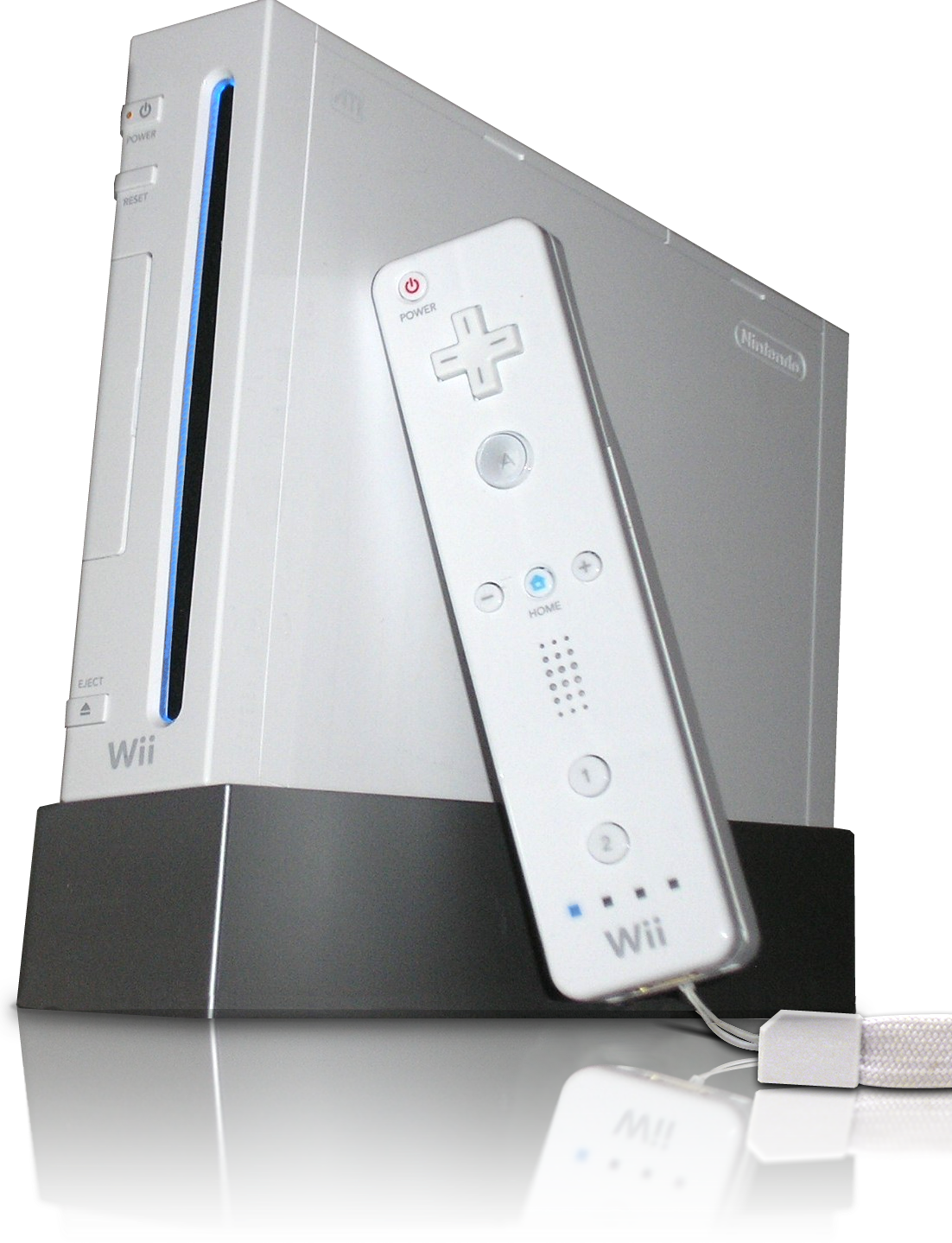
Wii

Eventi rilevanti avvenuti nell'industria dei videogiochi nel 2006. 
Per un elenco delle voci su giochi usciti nell'anno vedi Categoria:Videogiochi del 2006.

## Eventi
- 5 gennaio — Vivendi Universal Games acquisisce High Moon Studios (precedentemente Sammy Studios, Inc), società separatasi da Sammy nel 2005.[1]
- 9 gennaio — Take Two Interactive acquisisce Irrational Games.
- 26 gennaio — Microsoft annuncia perdite per 293 milioni di dollari nella divisione "Home and Entertainment".[2]
- 26 gennaio — Nintendo comunica il declino del Nintendo GameCube e Game Boy Advance, i profitti comunque crescono e arrivano a 92.2 miliardi di yen.[3]
- 26 gennaio — Nintendo mette in vendita la console portatile Nintendo DS Lite, una versione riveduta e migliorata del Nintendo DS in Giappone.
- 1º giugno — il Nintendo DS Lite viene messo in vendita in Australia.
- 11 giugno — il Nintendo DS Lite viene messo in vendita nel Nord America.
- 23 giugno — il Nintendo DS Lite viene messo in vendita in Europa.
- 29 giugno — il Nintendo DS Lite viene messo in vendita in Cina.
- 2 ottobre — Electronic Arts completa l'acquisizione della Digital Illusions CE.[4] Lo studio canadese della Digital Illusions CE venne chiuso subito dopo l'acquisizione.[5]
- 11 novembre — Sony mette in vendita la console PlayStation 3 in Giappone.
- 17 novembre — la PlayStation 3 viene messa in vendita nel Nord America.
- 19 novembre — Nintendo mette in vendita la console Wii nel Nord America
- 2 dicembre — Nintendo mette in vendita la console Wii in Giappone.
- 8 dicembre — Nintendo mette in vendita la console Wii in Europa.

## Vendite per piattaforme
Titoli di maggior vendita nel Nord America nell'anno secondo il sito IGN
| N° | Personal Computer              |
| -- | ------------------------------ |
| 1  | World of Warcraft              |
| 2  | The Sims 2: Funky Business     |
| 3  | The Sims 2                     |
| 4  | The Elder Scrolls IV: Oblivion |
| 5  | Star Wars: L'Impero in guerra  |
| 6  | Age of Empires III             |
| 7  | Civilization IV                |
| 8  | The Sims 2: Nightlife          |
| 9  | Guild Wars Factions            |
| 10 | Zoo Tycoon 2                   |

| N° | PlayStation 2                           |
| -- | --------------------------------------- |
| 1  | Madden NFL 07                           |
| 2  | Kingdom Hearts II                       |
| 3  | Guitar Hero                             |
| 4  | Final Fantasy XII                       |
| 5  | NCAA Football 07                        |
| 6  | Guitar Hero II                          |
| 7  | MLB 06: The Show                        |
| 8  | Scarface: The World is Yours            |
| 9  | LEGO Star Wars II: The Original Trilogy |
| 10 | Fight Night Round 3                     |
| 11 | Tomb Raider: Legend                     |

| N° | PlayStation 3                |
| -- | ---------------------------- |
| 1  | Resistance: Fall of Man      |
| 2  | Madden NFL 07                |
| 3  | Call of Duty 3               |
| 4  | Marvel: Ultimate Alliance    |
| 5  | Ridge Racer 7                |
| 6  | Need for Speed: Carbon       |
| 7  | Tony Hawk's Project 8        |
| 8  | NBA 2K7                      |
| 9  | NBA 07                       |
| 10 | Untold Legends: Dark Kingdom |

| N° | Xbox                                         |
| -- | -------------------------------------------- |
| 1  | Madden NFL 07                                |
| 2  | Black                                        |
| 3  | NCAA Football 07                             |
| 4  | MVP 06: NCAA Baseball                        |
| 5  | The Godfather: The Game                      |
| 6  | Fight Night Round 3                          |
| 7  | Major League Baseball 2K6                    |
| 8  | LEGO Star Wars II: The Original Trilogy      |
| 9  | Scarface: The World is Yours                 |
| 10 | Tom Clancy's Ghost Recon Advanced Warfighter |

| N° | Xbox 360                                     |
| -- | -------------------------------------------- |
| 1  | Tom Clancy's Ghost Recon Advanced Warfighter |
| 2  | Madden NFL 07                                |
| 3  | Gears of War                                 |
| 4  | The Elder Scrolls IV: Oblivion               |
| 5  | Fight Night Round 3                          |
| 6  | Saints Row                                   |
| 7  | Dead Rising                                  |
| 8  | NCAA Football 07                             |
| 9  | Call of Duty 3                               |
| 10 | Tom Clancy's Splinter Cell: Double Agent     |

| N° | GameCube                                |
| -- | --------------------------------------- |
| 1  | Sonic Riders                            |
| 2  | Naruto: Clash of Ninja                  |
| 3  | LEGO Star Wars II: The Original Trilogy |
| 4  | Cars                                    |
| 5  | Madden NFL 07                           |
| 6  | Naruto: Clash of Ninja 2                |
| 7  | Rampage: Total Destruction              |
| 8  | Over the Hedge                          |
| 9  | Harvest Moon: Magical Melody            |
| 10 | Teen Titans                             |
| 11 | The Legend of Zelda: Twilight Princess  |

| N° | Wii                                    |
| -- | -------------------------------------- |
| 1  | Wii Sports                             |
| 2  | The Legend of Zelda: Twilight Princess |
| 3  | Red Steel                              |
| 4  | Super Monkey Ball: Banana Blitz        |
| 5  | Rayman Raving Rabbids                  |
| 6  | Call of Duty 3                         |
| 7  | Madden NFL 07                          |
| 8  | Trauma Center: Second Opinion          |
| 9  | Marvel: La Grande Alleanza             |
| 10 | Excite Truck                           |

| N° | Nintendo DS                                          |
| -- | ---------------------------------------------------- |
| 1  | New Super Mario Bros.                                |
| 2  | Pokémon Mystery Dungeon: Squadra rossa e Squadra blu |
| 3  | Dr. Kawashima's Brain Training                       |
| 4  | Metroid Prime Hunters                                |
| 5  | Super Princess Peach                                 |
| 6  | Big Brain Academy                                    |
| 7  | Tetris DS                                            |
| 8  | Nintendogs                                           |
| 9  | Mario Slam Basketball                                |
| 10 | Pokémon Ranger                                       |